# Канадские федеральные выборы (1949)
Канадские федеральные выборы 1949 года состоялись в Канаде 27 июня 1949 года. В результате было выбрано 262 члена 21-го парламента страны. Выиграла выборы либеральная партия во главе с Луи Сен-Лораном. Официальной оппозицией стала прогрессивно-консервативная партия.
Это были первые федеральные выборы для Ньюфаундленда в составе Канады.
Явка составила 73,8 %.

## Предвыборная кампания
Первый раз за последние 30 лет главой либеральной партии на выборах был не Уильям Лайон Макензи Кинг, а другой политик — Луи Сен-Лоран. Макензи Кинг в 1948 году ушёл из политики и его место главы партии и премьер-министра занял Луи Сен-Лоран.

## Результаты
В результате выборов в парламент страны прошли Либеральная партия Канады, Прогрессивно-консервативная партия Канады, Федерация объединённого содружества и партия социального кредита Канады. Участвовали в выборах но не смогли сформировать фракцию в палате общин следующие партии: либералы-лейбористы, либералы-прогрессисты, лейбористы-прогрессисты, националисты, христианские лейбористы, locataire, антикоммунисты, социалисты-лейбористы.
Либеральная партия одержала победу в четвёртый раз подряд, получив чуть менее 50 % голосов и большинство в правительстве. Прогрессивно-консервативная партия выступала под руководством Джорджа Александра Дрю, бывшего премьер-министра Онтарио. Она потеряла ряд мест в парламенте. Партия социального кредита и федерация объединённого содружества также потеряли голоса и места в парламенте. В большей степени эти места отошли к либералам.